# Imperi Sunga

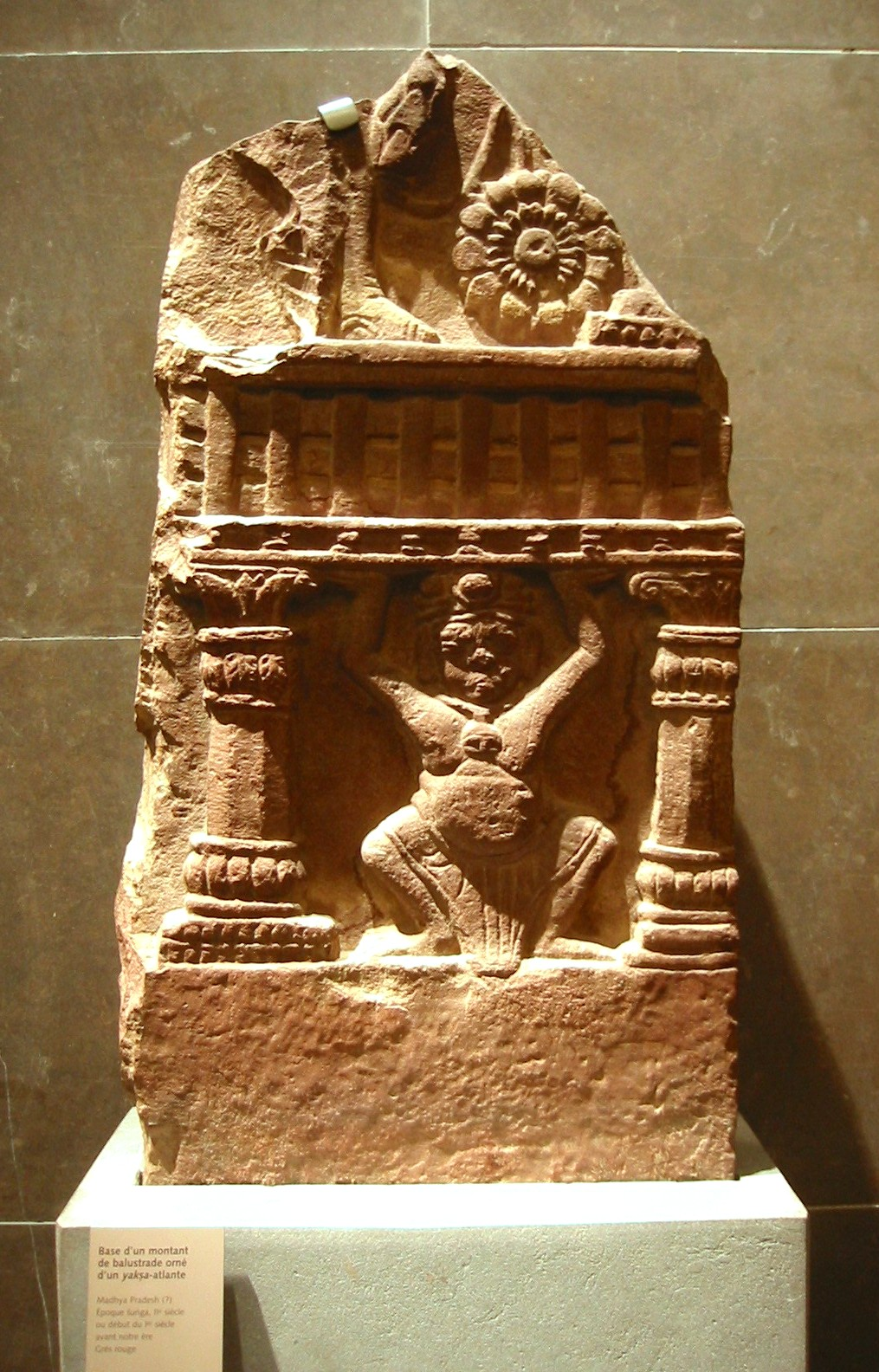
Iaksá (ésser fantàstic hinduista), esculpit en una barana; originalment de l'Estat de Madhya Pradesh, durant el període Sunga (a). Actualment apropiat pel Museu Guimet (París).

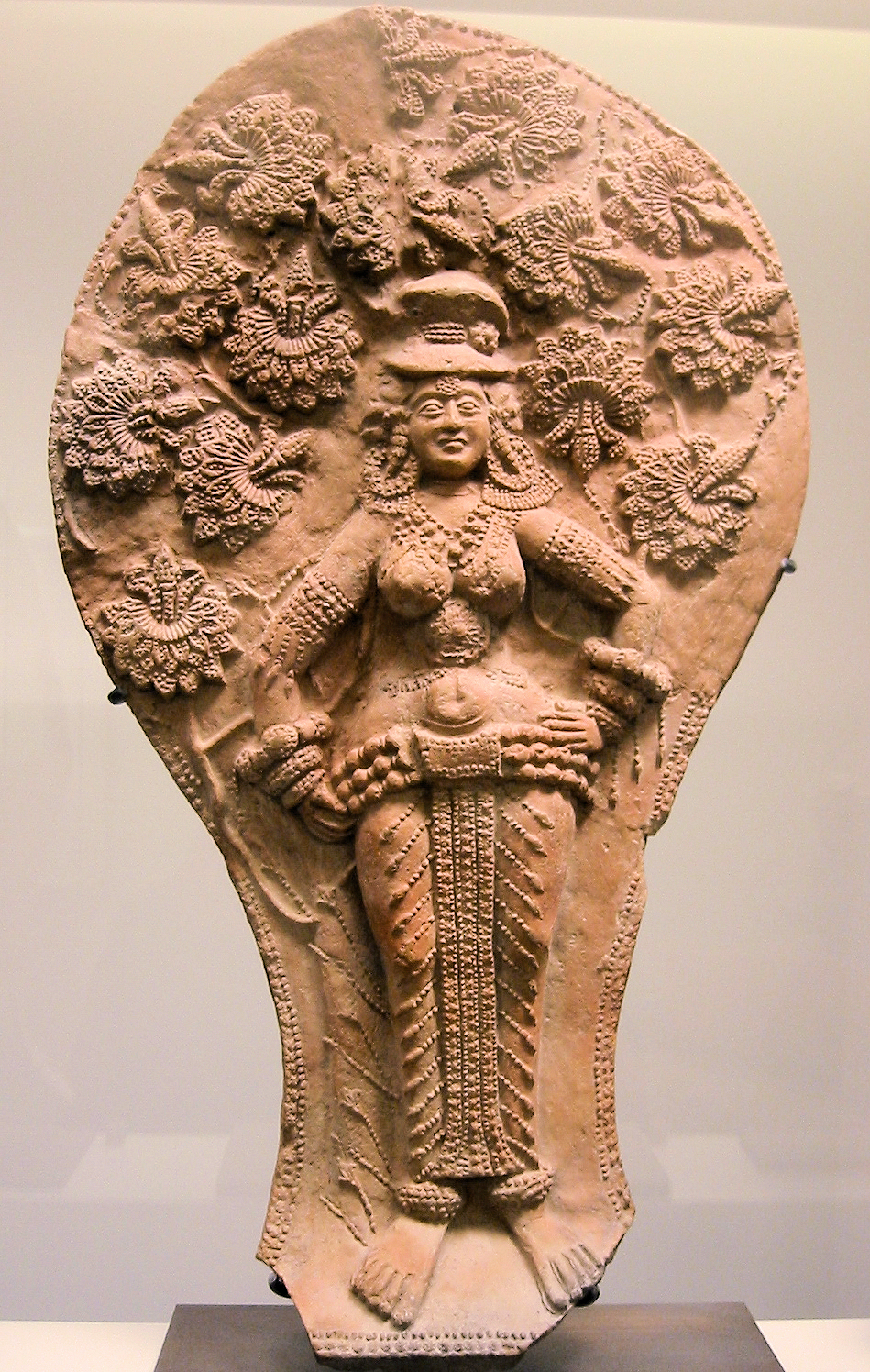
Iaksá Sunga (a).

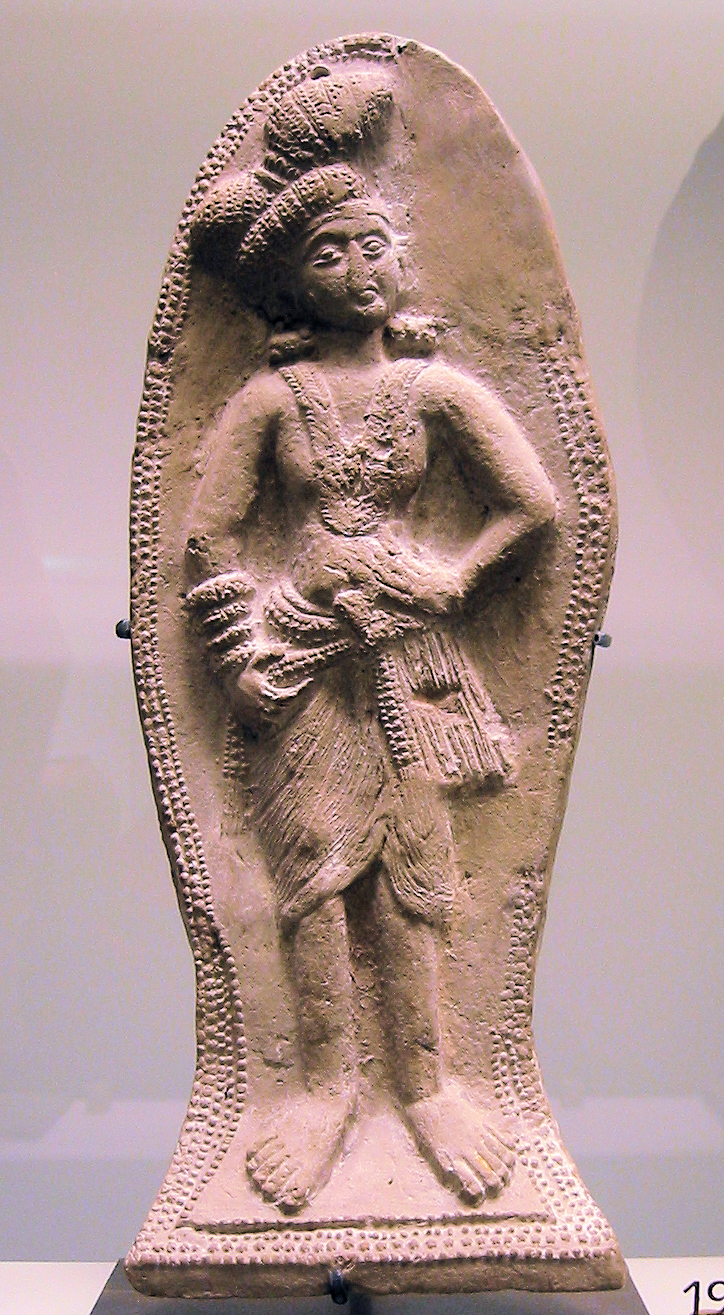
Home Sunga (a).

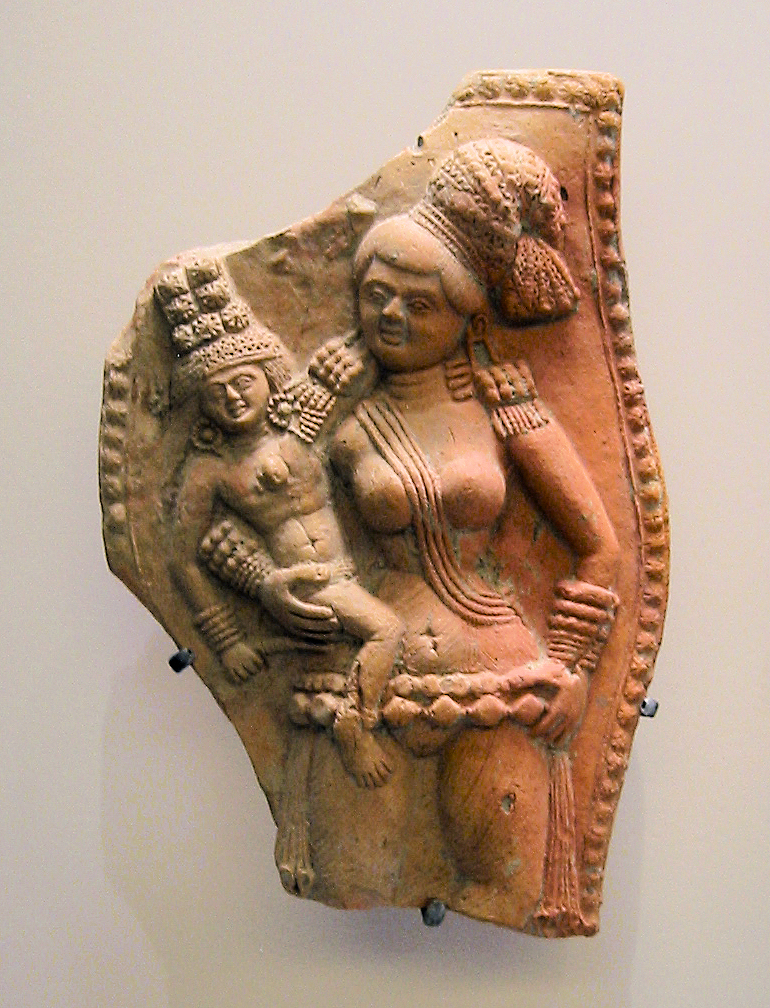
Dona Sunga (a).

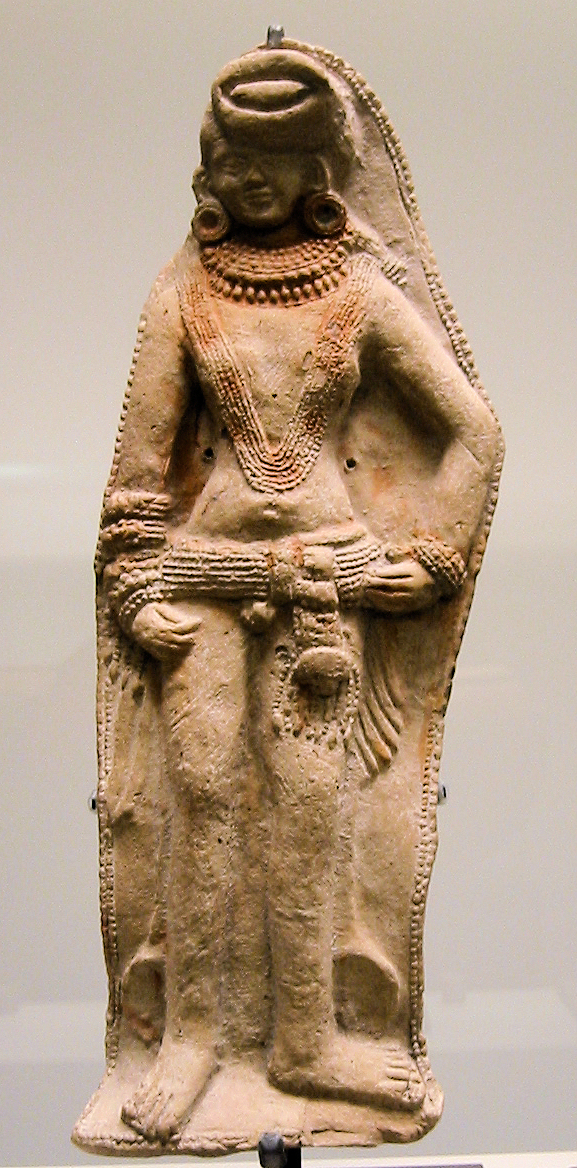
Deïtat Sunga de la fecunditat (a).

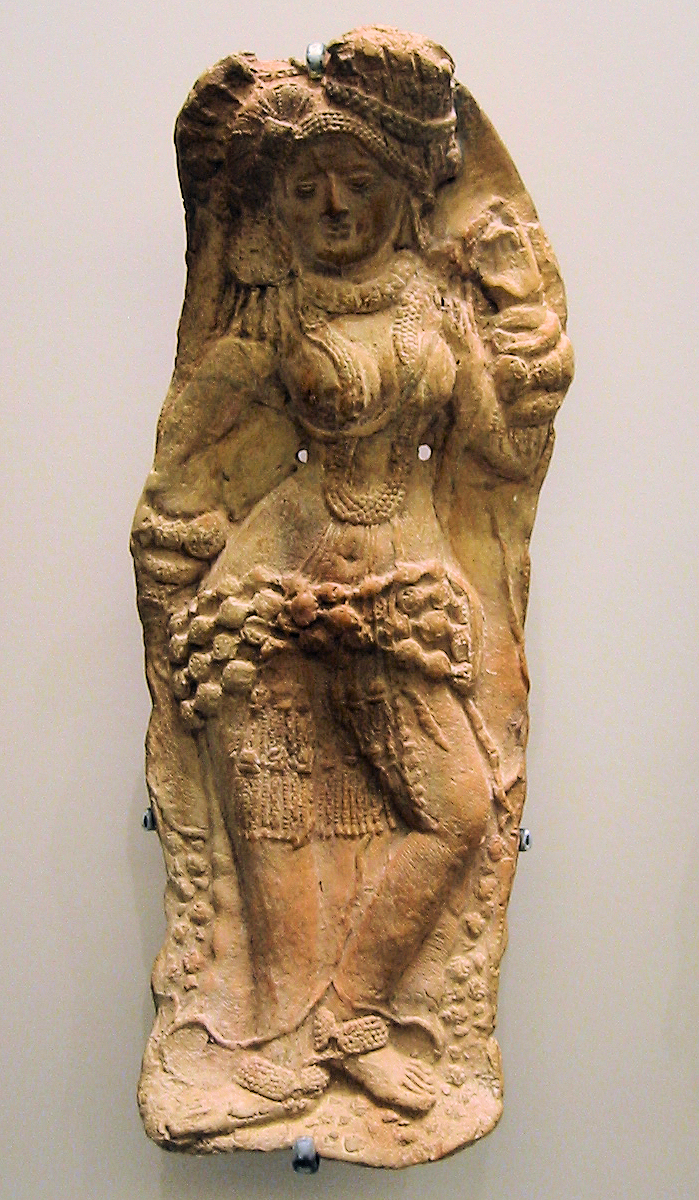
Deïtat Sunga de la fecunditat (a).

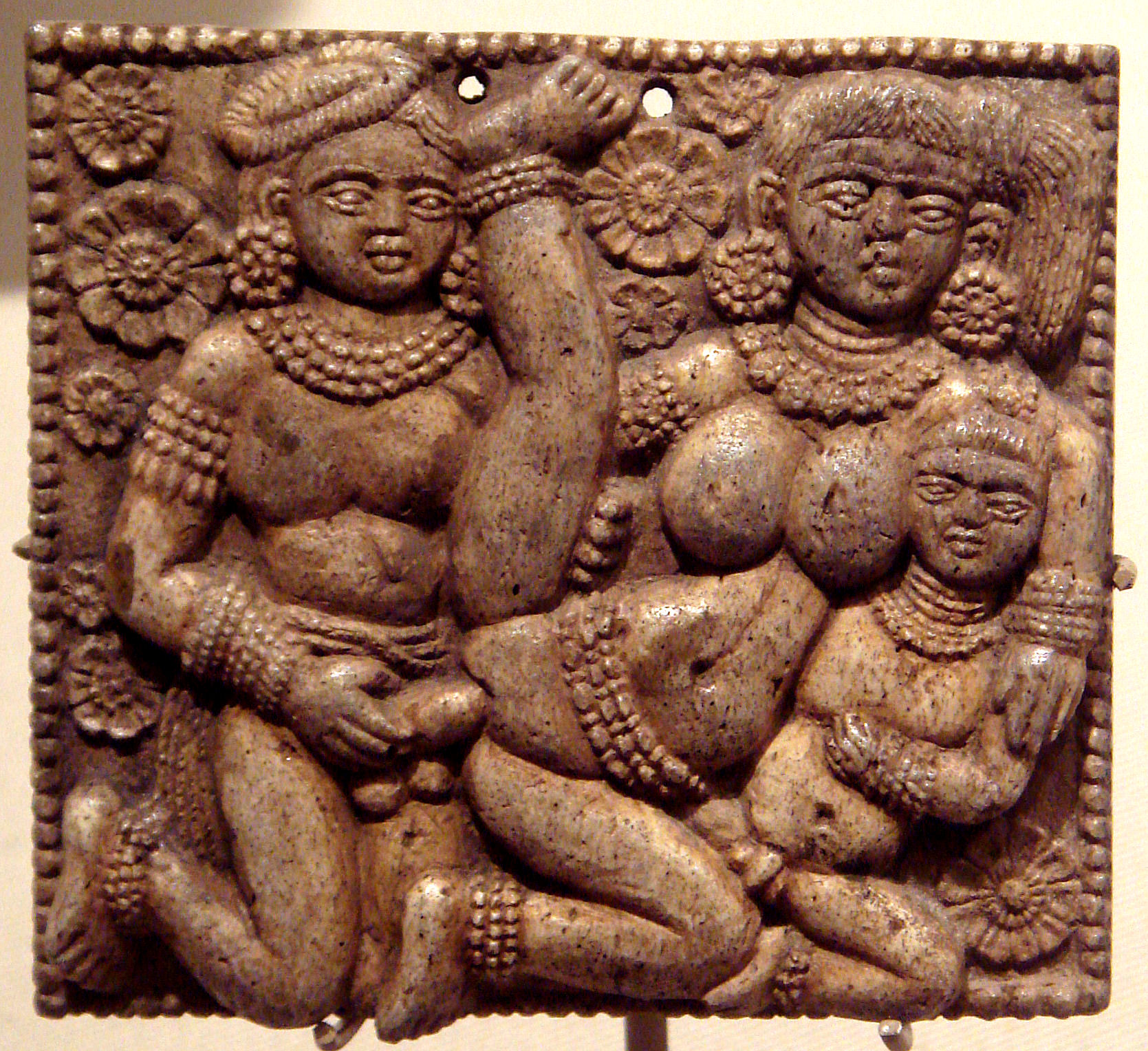
Costums Sunga (a).

L'Imperi Sunga (o shunga) va controlar el nord, centre i est de l'Índia entre els anys 180 aC al 73 aC. Es va establir després de la caiguda de l'Imperi Maurya. La capital era Pataliputra, l'actual Patna a l'estat de Bihar.

## Derrocament de la dinastia Maurya (185 aC.)
La dinastia Sunga es va establir l'any 185 aC, prop de cinquanta anys després de la mort d'Aixoka, quan el comandant en cap de les forces armades, el sacerdot Púsiamitra Shunga va assassinar el rei Brijadratha, l'últim dels reis Maurya, quan aquest passava revista a la guàrdia d'honor de les seves forces militars. Púsiamitra llavors va ascendir al tron.

## Actitud cap al budisme
Púshiamitra Shunga, un bramà hinduista, va ser considerat pels erudits budistes com una persona hostil cap al budisme i perseguidor de la fe budista. L'assenyalen com l'autor de la «destrucció de diversos monestirs i l'assassinat de monjos». Va destruir dels 84.000 stupes budistes que havia fet construir el rei maurya Aixoka, i va oferir 100 monedes d'or per cada cap de monjo budista.
En llocs com ara Bodh Gaya, Mathura, Nalanda o Sarnath, una gran quantitat de vihares (monestirs budistes) van ser convertits en temples hindús. El grau d'aquesta persecució continua a ser un tema de discussió modern, especialment perquè l'Imperi Sunga és lloat per molts per contribuir en gran part a la nova religió budista. Els autors assenyalen les proclamacions i la propagació del Manu Smriti (Lleis de Manu) i els detractors citen sovint l'edificació d'una stupa budista a Bharhut.

## Conflicte amb els indogrecs (180 aC.)
Les guerres de l'Imperi Sunga amb el Regne Indogrec figuren en la història d'aquest període. Al voltant de l'any 180 aC, el rei Demetri I de Bactriana, havia conquistat la vall de Kabul.
En l'època de Menandre I (en Pali: Milinda I) que va ser un fort benefactor de la fe budista, el regne va arribar al seu grau màxim d'extensió en fusionar la regió de l'Hindu Kush amb la regió de Mathura, que van estar separades fins al final del segle i aC. El benefici net d'aquestes guerres continua sent incert.
Pushyamitra es recorda en les Escriptures vèdiques per haver realitzat un ashvamedha iagñà. Es troben inscripcions imperials sunga fins a Jalandhar (al Panjab).
Al Malavika Agnimitra (de Kālidāsa) es registra el conflicte entre els shungas i els indogrecs, que va poder haver ocorregut a l'Indus. No obstant això, molt poc es pot dir amb certesa. El que sembla clar és que els dos regnes podrien haver establert reeixides relacions diplomàtiques normals.
Els indogrecs i els sungues semblen haver-se reconciliat i les missions diplomàtiques intercanviades al voltant dels anys 80 aC, segons el que indica el pilar d'Heliodor (84 aC), que registra l'enviament d'un ambaixador grec anomenat Heliodor, de la cort del rei indogrec Antialcides, a la cort del rei Bhagabhadra de Sunga (a Vidisha, en l'Índia central).

## Contribucions culturals
Mentre que hi ha molta discussió sobre la violenta política religiosa de la dinastia Sunga, gaudeix de reconeixement pel nombre de les seves contribucions. Durant aquest període van florir l'art, l'educació i la religió. En aquest període es van escriure diversos textos hinduistes coneguts actualment:
- El Ioga-sutra (de Patanjali),
- El Maja-bhasia i
- El Malavika-agnimitra (de Kālidāsa), que probablement es va escriure en el període final de la Dinastia Gupta. Parla de l'amor de Malavika i el rei Agnimitra, i mostra els costums de la cort reial.

Durant el període històric Sunga (185 a 73 aC), el budisme també va reeixir a sobreviure a l'Índia central (Madhya Pradesh) com ho testimonien alguns edificis que van ser erigits als stupes de Sanchi i de Bharhut, començades originalment sota el rei Aixoka. No se sap  si aquestes obres es van poder construir per la debilitat del control dels sungues en aquestes àrees, o que són una mostra de la tolerància en el seu domini.
L'últim dels reis shunga va ser Devabhuti. El seu ministre Vasudeva Kaṇva el va assassinar, i va pujar al tron i es va casar amb una dona esclava de Devabhuti.
La Dinastia Sunga llavors va ser substituïda per la Dinastia Kanva.

## Reis de la dinastia Shunga
- Púsiamitra Shunga (185-151 aC)
- Agnimitra (151-141 aC)
- Vasu Yieshtha (141-131 aC)
- Vasu Mitra (131-124 aC)
- Andhraka (124-122 aC)
- Pulindaka (122-119 aC)
- Ghosha <! - (119-108 aC) ->
- Vashra Mitra <! - (108-97 aC) ->
- Bhagabhadra (97-83 aC)
- Devabhuti (83-73 aC)